# Onni Talas

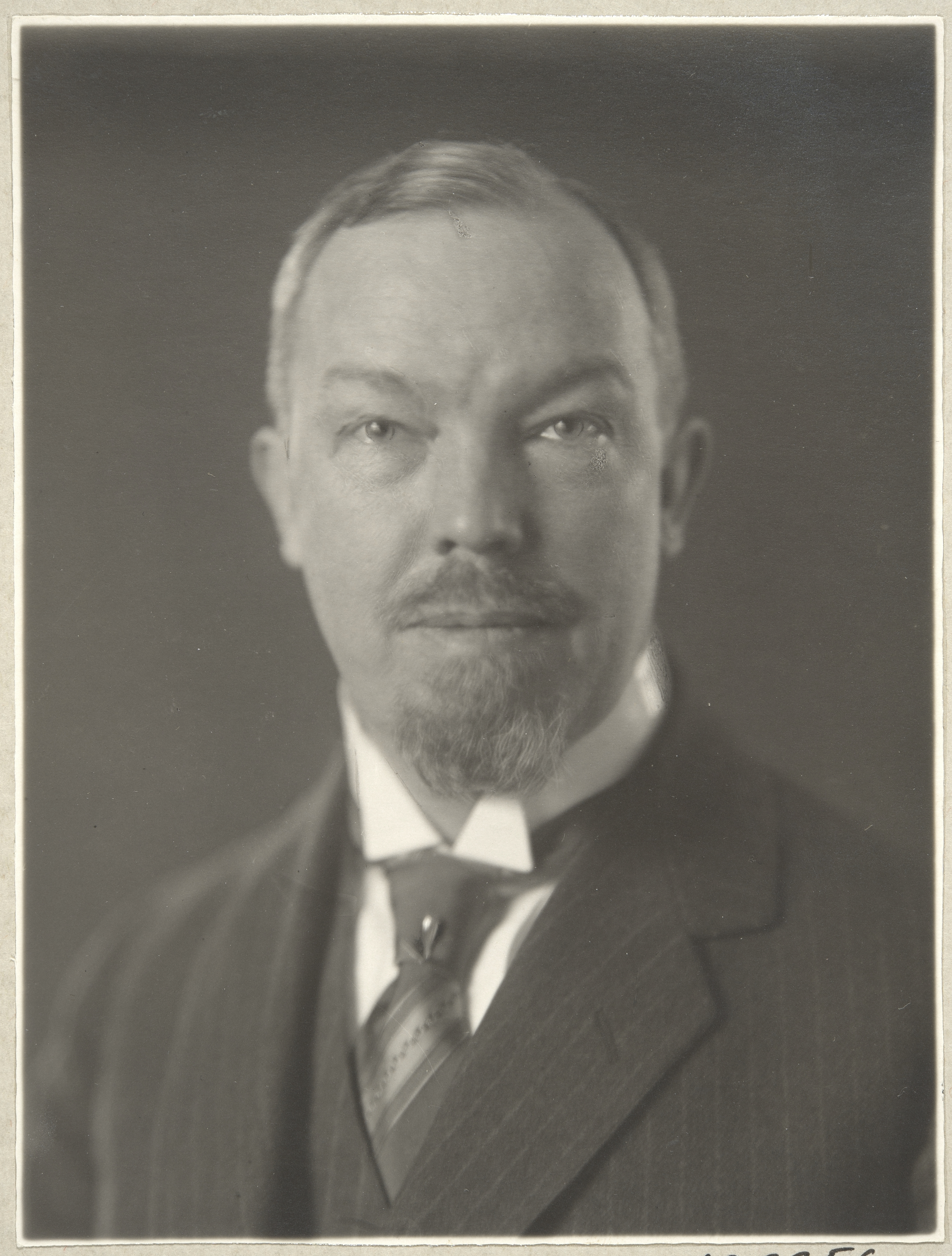
Onni Talas år 1924.

Onni Eugen Aleksander Talas (fram till 1895 Gratschoff), född 15 juni 1877 i Villmanstrand, död 3 maj 1958 i Helsingfors, var en finländsk professor, politiker och diplomat.
Han var professor i administrativ rättsvetenskap vid Helsingfors universitet mellan 1925 och 1930. Han var en av grundarna av Suomen Maatalous-Osake-Pankki 1917. Under förtrycksperioderna i Finland utövade han passivt motstånd och var riksdagsledamot (ungfinne) mellan 1909 och 1919. I den s.k. självständighetssenaten 1917–18 var han chef för justitieexpeditionen (motsvarande justitieminister) och samma ställning hade han i Juho Kusti Paasikivis senat. 
Under finska inbördeskriget höll han sig gömd i Helsingfors. Under striden om statsskicket efter inbördeskriget tillhörde Talas monarkisterna. Från 1927 till 1930 var han riksdagsledamot för Samlingspartiet.
Han var sändebud i Köpenhamn 1930–34, i Wien 1933–38, i Budapest 1933–40, i Ankara, Sofia och Belgrad 1934–40 och i Rom 1940–44.